# Обединение на Короните
Обединението на Короните през март 1603 г. е обединение на монархичното управление на Кралство Шотландия и Кралство Англия.
Става с възкачването на английския трон на Джеймс VI, крал на Шотландия, присъединявайки Англия към Шотландската корона. Това се случва след смъртта на неговата неомъжена и бездетна първа братовчедка кралица Елизабет I – последния монарх от династията на Тюдорите.